# Католицька церква в Алжирі
Като́лицька це́рква в Алжи́рі — друга християнська конфесія Алжиру. Складова всесвітньої Католицької церкви, яку очолює на Землі римський папа. Керується конференцією єпископів. Станом на 2004 рік у країні нараховувалося близько 3000 католиків (0,01% від усього населення). Існувало 4 діоцезій, які об'єднували 37 церковних парафій.  Кількість  священиків — 92 (з них представники секулярного духовенства — 36, члени чернечих організацій — 56), постійних дияконів — 1, монахів — 77, монахинь — 195.

## Галерея

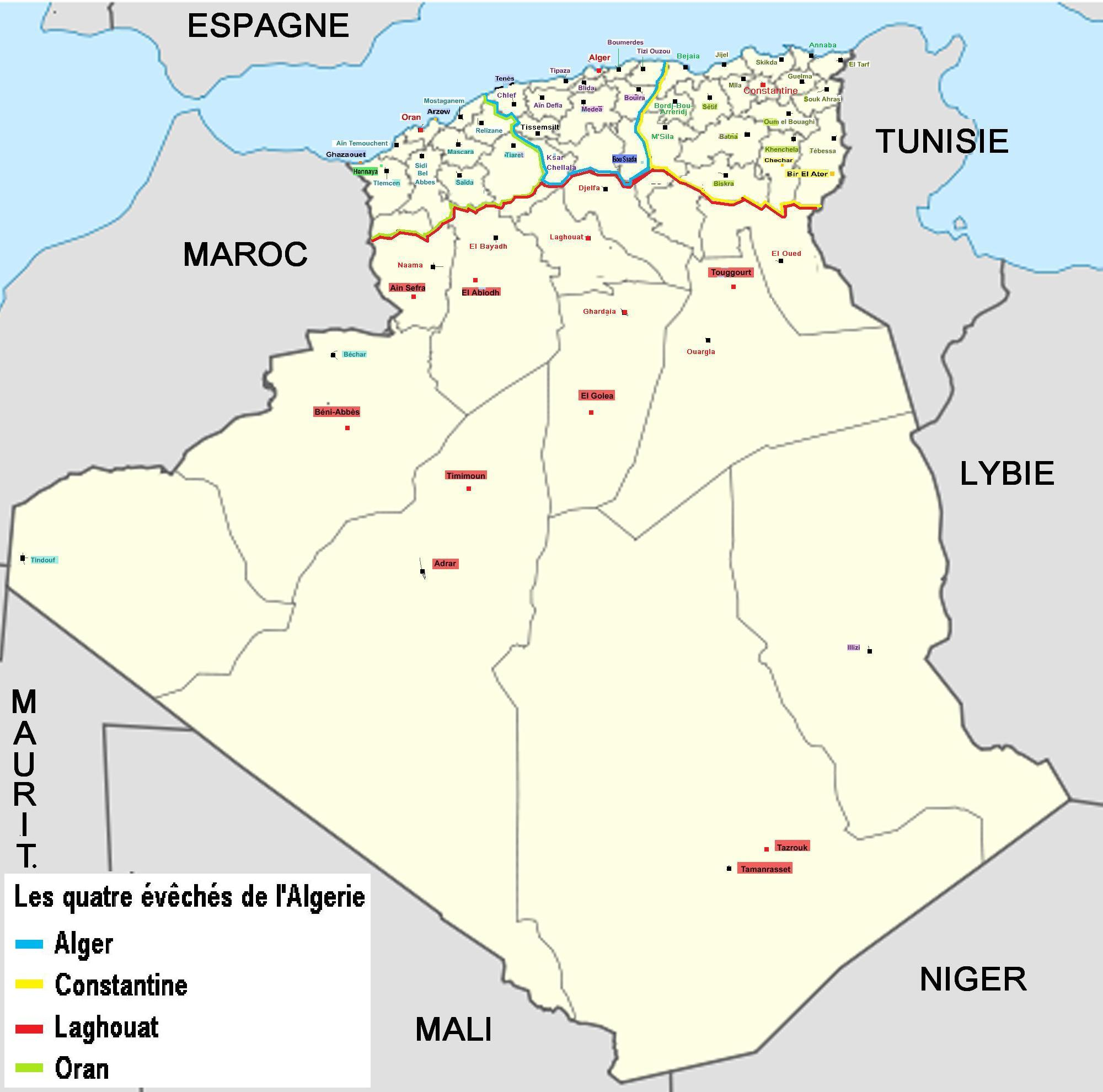
Мапа алжирських дієцезій
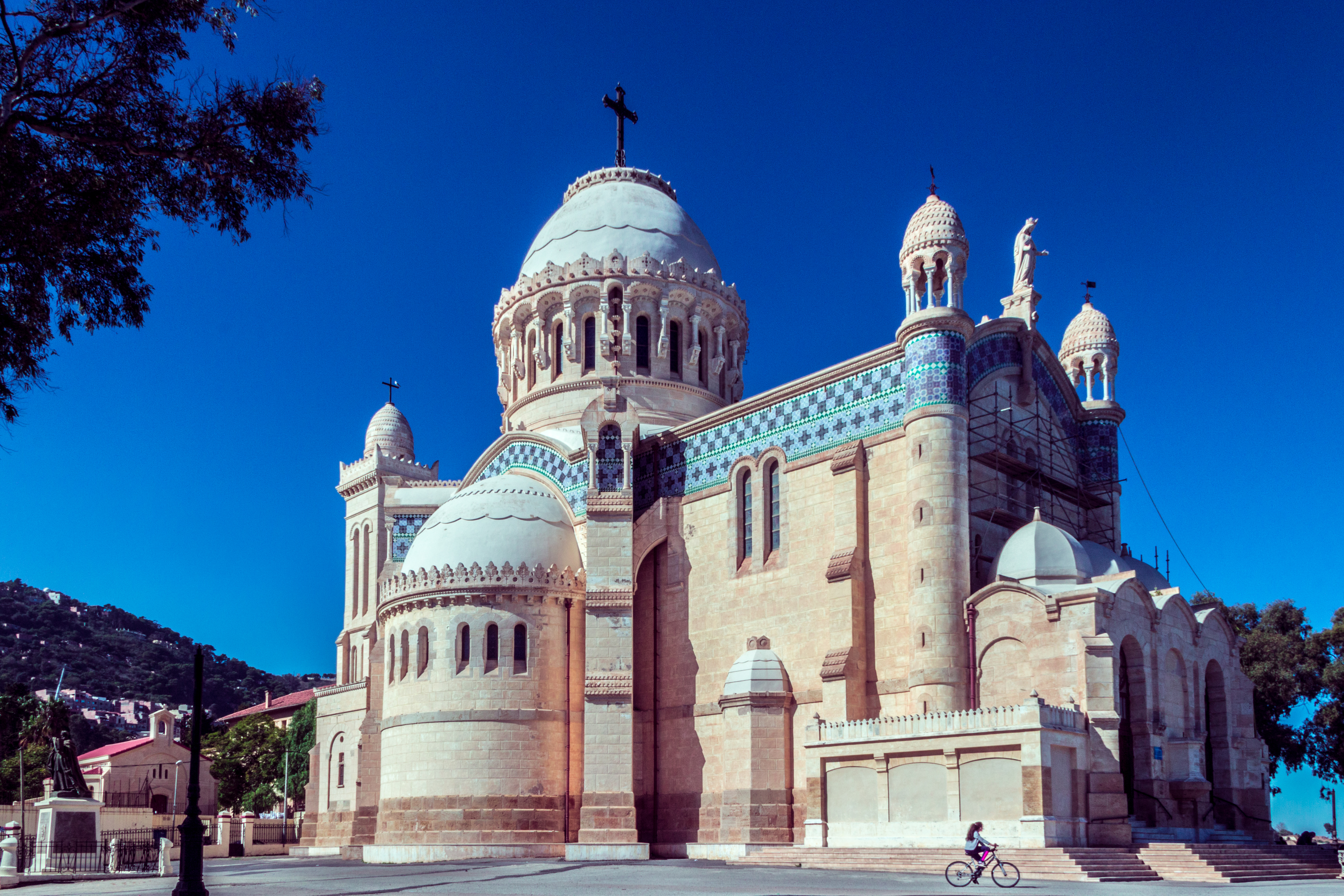
Собор Діви Марії Африканської у м. Алжир
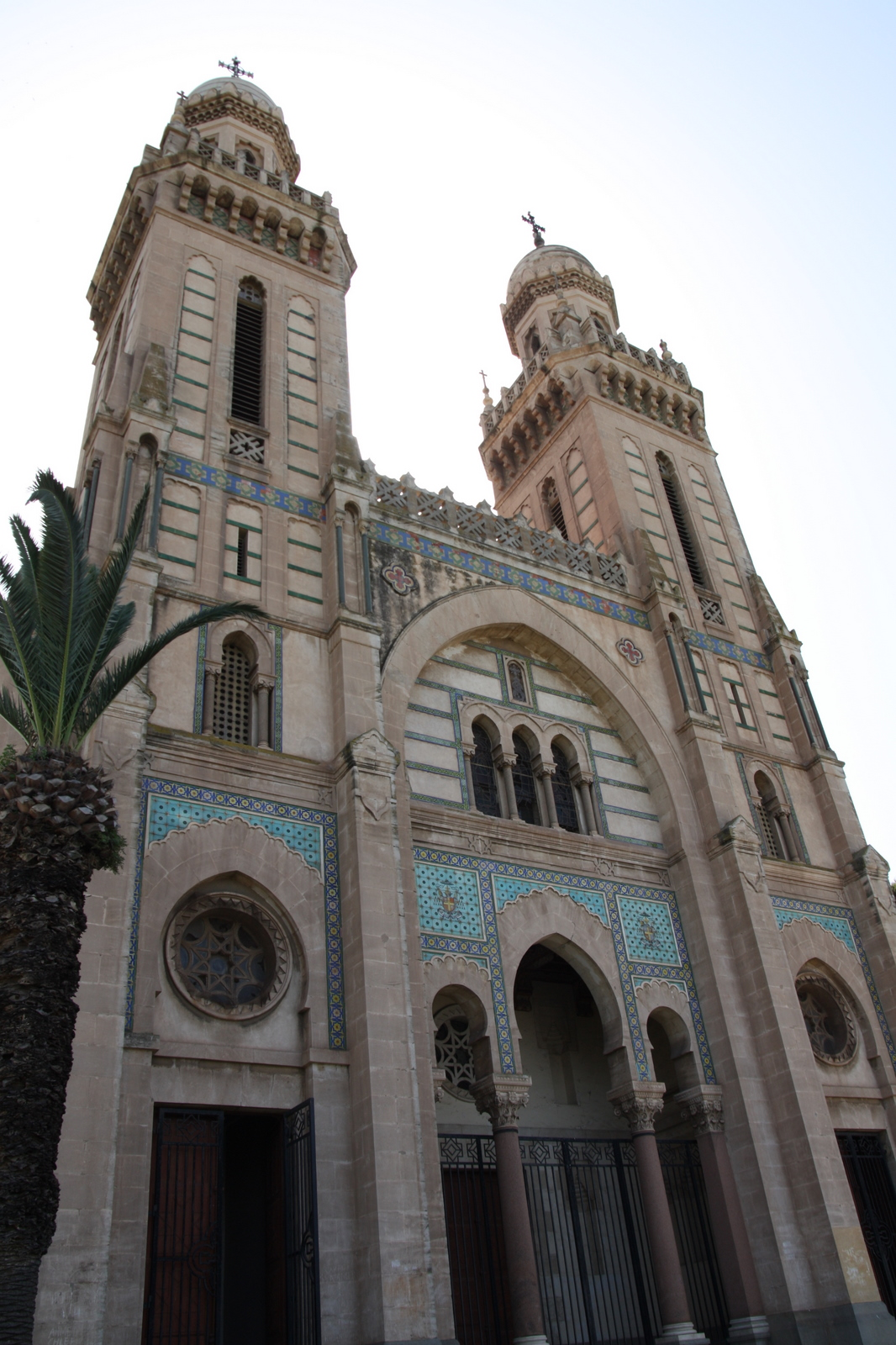
Базиліка Святого Августина в Аннабі